# Hurst (Texas)
Pour les articles homonymes, voir Hurst.
La ville américaine de Hurst est située dans le comté de Tarrant, dans l’État du Texas. Lors du recensement de 2010, elle comptait 37 337 habitants.

## Source
- (en) Cet article est partiellement ou en totalité issu de l’article de Wikipédia en anglais intitulé « Hurst, Texas » (voir la liste des auteurs).